# 海蛾鱼
海蛾鱼（学名：Pegasus laternarius）为海蛾鱼科海蛾鱼属的鱼类。分布于西沙群岛海域、广东沿海、台湾海峡以及印度至印度尼西亚、北至日本等，属于暖水性较深海区的底层小杂鱼。可作药用。

## 外部連結
- 海蛾 Hai E （页面存档备份，存于） 中藥標本數據庫 (香港浸會大學中醫藥學院) （繁體中文）（英文）